# Rörtjärnen (Sävars socken, Västerbotten, 713568-170833)
Rörtjärnen är en sjö i Umeå kommun i Västerbotten och ingår i Sävaråns huvudavrinningsområde.